# Empress of England
Die Empress of England, auch RMS Empress of England, war ein Passagierschiff der kanadischen Reederei Canadian Pacific Steamships, das 1957 in Dienst gestellt wurde. Das seit 1970 für Kreuzfahrten unter dem Namen Ocean Monarch eingesetzte Schiff blieb bis 1975 in Fahrt und wurde im selben Jahr in Taiwan verschrottet.

## Geschichte
Die Empress of England wurde bei Vickers-Armstrongs in Newcastle-upon-Tyne gebaut und am 9. Mai 1956 vom Stapel gelassen. Nach der Ablieferung an Canadian Pacific Steamships nahm das Schiff am 18. April 1957 den Liniendienst von Liverpool nach Montreal auf.
Ihre letzte Überfahrt als Linienpassagierschiff begann die Empress of England am 14. November 1969. Anschließend absolvierte sie einige Kreuzfahrten, ehe sie 1970 an die Shaw, Savill & Albion Steamship Company verkauft wurde.
Unter dem neuen Namen Ocean Monarch war das Schiff fortan für Kreuzfahrten vor Australien im Einsatz, wurde gelegentlich aber auch für Reisen ab Southampton sowie zu anderen Reisezielen genutzt. Im Frühjahr 1975 erlitt die Ocean Monarch einen Maschinenschaden, wodurch eine Kreuzfahrt abgesagt werden musste. Am 26. April 1975 verließ das Schiff zum letzten Mal den Hafen von Sydney und kehrte nach Southampton zurück, wo es nach einem Aufenthalt im Trockendock zum Verkauf angeboten wurde.
Da sich kein Käufer für das schlecht erhaltene Schiff fand, wurde die Ocean Monarch im Juni 1975 zum Abbruch ins taiwanesische Kaohsiung verkauft, wo sie ab Juli 1975 abgewrackt wurde.
Ihr baugleiches Schwesterschiff war die 1956 in Dienst gestellte Empress of Britain, die noch bis 2008 in Fahrt blieb.